# Мініно (Ісетський район)
Мі́ніно (рос. Минино) — село у складі Ісетського району Тюменської області, Росія.
Населення — 766 осіб (2010, 820 у 2002).
Національний склад станом на 2002 рік:
- росіяни — 88 %